# سام إبرامز
سام إبرامز (بالإنجليزية: Sam Abrams)‏ هو كاتب أمريكي، ولد في 18 نوفمبر 1935.